# Mimetaxalus densepunctatus
Mimetaxalus densepunctatus là một loài bọ cánh cứng trong họ Cerambycidae.